# 麻豆交流道 (國道1號)
麻豆交流道為臺灣國道一號的交流道，位於臺灣臺南市麻豆區，指標為303k。可銜接市道176號，是北臺南地區的兩大交流道之一，聯絡大曾文與大北門兩地區。
周遭地區地勢低窪，常遇颱風使中山高主線淹水，高公局提出改善計畫，併同員林至高雄段拓寬急水溪橋改建工程，下營至麻豆之中山高主線海拔提高5公尺，增設南下集散道跨越市道176線往麻豆地區，2006年11月7日完工。
市道176線與麻豆交流道南下匝道口，於2019年9月18日發生重大死亡車禍，高公局在當年9月25日提出改善計畫，2019年10月28日麻豆交流道機車引道改善完工，車道劃設重新配置
。
為因應極端氣候，內政部營建署刻正辦理「臺南市麻豆區(含麻豆交流道特定區)雨水下水道系統檢討規劃」，以逕流分擔等方式，提高麻豆整區之保護標準。
「麻豆市區收集水路新建工程」：於高速公路東側市道176號新建雨水下水道1,019公尺，經費7,500萬元，刻正施工中，完成後可分流市區雨水下水道，加速市區排水，並減緩麻豆市區圓環之排水負荷。
|                            | 303 麻豆 | 南 下                      |           | 麻豆 佳里 |
| 西拉雅國家風景區（烏山頭） | 303 麻豆 | 南 下                      |           |           |
| 台江國家公園               | 303 麻豆 | 南 下                      |           |           |
| 北 上                      | 303 麻豆 |                            | 佳里 麻豆 |           |
| 北 上                      | 303 麻豆 | 西拉雅國家風景區（烏山頭） |           |           |

## 鄰近公路
- 市道171號
- 市道173號
- 市道176號

## 外部連結
- 國道一號麻豆交流道示意圖 （页面存档备份，存于）（交通部高速公路局）